# Curtain call (Kis-My-Ft2の曲)
『Curtain call』（カーテンコール）は、Kis-My-Ft2の32作目のシングル。2025年1月8日にMENT RECORDINGから発売。

## 概要
前作『HEARTBREAKER/C'monova』から約1年ぶりとなるシングル。メンバーの二階堂高嗣が2024年9月15日より2025年1月10日まで体調不良により活動休止中であったため、本作は5人体制でリリースされた。（ただし、ファミクラストアオンラインショップ限定盤特典DVD収録のイベント・ライブ映像には二階堂も出演している。）
初回盤A/B、通常盤、ファミクラストアオンラインショップ限定盤の4形態で発売。初回盤A特典DVDには表題曲のMVとメイキング、「Meramera」のMVメイキング映像を収録。初回盤B特典DVDには「Meramera」のMVと、撮り下ろし特典映像「新春キスマイチャレンジ2025」を収録。通常盤にはカップリングとしてユニット曲2曲、及び全4曲のインスト音源を収録。ファミクラストアオンラインショップ限定盤特典DVDには、2024年8月10日にアルバム『Synopsis』の購入者イベントとして開催された「魔女と六人の眠れる王子たち」のダイジェスト映像、2024年7月7日に開催された「Kis-My-Ft2 Dome Tour 2024 Synopsis」東京ドーム公演より「Loved One」「Connecting!!」のライブ映像、表題曲のMVの未公開カットを使用したソロアングル映像を収録。
2024年11月12日に表題曲のMVがYouTubeにて公開され、14日に放送された読売テレビ・日本テレビ系「ベストヒット歌謡祭2024」にて初披露された。
全形態共通のカップリング曲「Meramera」はメンバーの宮田俊哉が主演声優を務めるテレビ東京系アニメ『カードファイト!! ヴァンガード Divinez デラックス編』のオープニング主題歌として起用される。12月17日にYouTubeにてMVが公開された。
11thアルバム『MAGFACT』には、「Curtain call」「Meramera」両曲に二階堂が加わった6人バージョンが収録される予定。

### 予約特典
- 初回盤A：クリアポスター (A4サイズ)
- 初回盤B：2025ステッカーシート (B5サイズ)
- 通常盤：アザージャケット3種 (12cm×12cm)
- 3形態同時予約特典：メンバー直筆コメント入り年賀状 (B5サイズ)

## 収録内容

### CD
※ 「SHINDO」以降、通常盤のみ収録。
1. Curtain call [3:22]
作詞：YUTA（マエノミドリ）、作曲：Joacim Persson, Johan Alkenas, Christfer Erixon, Ricardo Burgrust、編曲：Joacim Persson, Johan Alkenas
2. Meramera [3:58]
作詞：hunch、作曲：hunch, ROVER（ROYALcomfort, Distorted Wave）、編曲：ROVER（ROYALcomfort, Distorted Wave）
  - テレビ東京系アニメ『カードファイト!! ヴァンガード Divinez デラックス編』オープニングテーマ[8]
3. SHINDO [3:37] - 玉森裕太・宮田俊哉
作詞：金丸佳史、作曲：Kanata Okajima, Hayato Yamamoto, pw.a、編曲：pw.a
4. Yummy, lovely night [3:25] - 藤ヶ谷太輔・千賀健永・横尾渉
作詞・作曲：TSINGTAO, Samuel Kim, Sorato、編曲：Sorato
5. Curtain call -Instrumental-
6. Meramera -Instrumental-
7. SHINDO -Instrumental-
8. Yummy, lovely night -Instrumental-

### DVD

#### 初回盤A
1. 「Curtain call」Music Video
2. 「Curtain call」Music Video&ジャケット撮影メイキングドキュメント
3. 「Meramera」Music Video撮影メイキングドキュメント

#### 初回盤B
1. 「Meramera」Music Video
2. 新春キスマイチャレンジ2025

#### ファミクラストアオンラインショップ限定盤
1. 「魔女と六人の眠れる王子たち」ダイジェスト映像
2. Loved One（Kis-My-Ft2 Dome Tour 2024 Synopsis / 2024.07.07@東京ドーム）
3. Connecting!!（Kis-My-Ft2 Dome Tour 2024 Synopsis / 2024.07.07@東京ドーム）
4. Curtain call ソロアングル Room short ver.
5. Curtain call ソロアングル Elevator short ver.

### シリアル動画
※初回盤A/B、通常盤（初回仕様）のみ。シリアル1つにつき1つの動画を選んで視聴可能。
- Kis-My-Ft2 Dome Tour 2024 Synopsis @京セラドーム大阪 バックステージダイジェスト
- Kis-My-Ft2 Dome Tour 2024 Synopsis @東京ドーム バックステージダイジェスト
- Kis-My-Ft2 Dome Tour 2024 Synopsis @バンテリンドーム バックステージダイジェスト
- SHINDO（玉森裕太&宮田俊哉）Recording Movie
- Yummy, lovely night（藤ヶ谷太輔&千賀健永&横尾渉）Recording Movie